# Proces s Pussy Riot

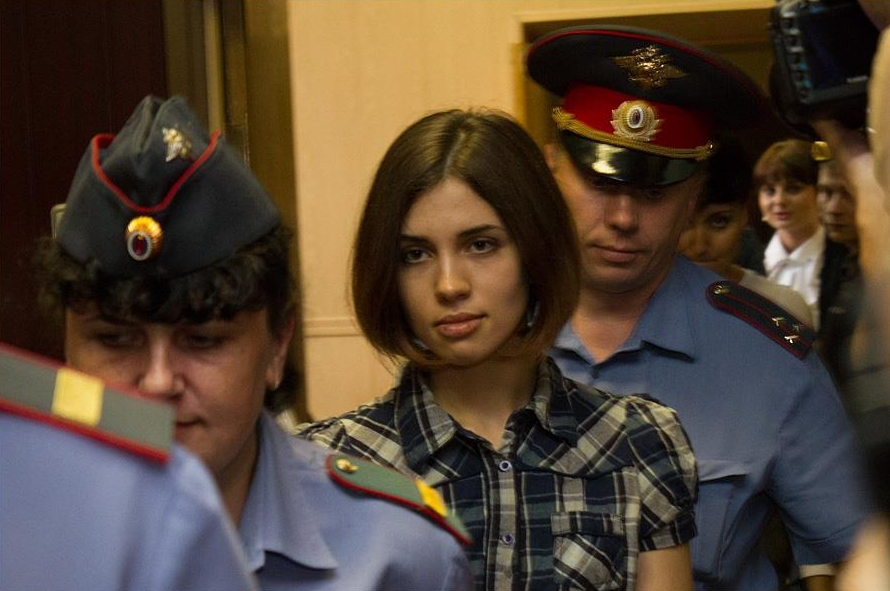
Naděžda Tolokonnikovová, jedna ze členek skupiny, u soudu

Proces s Pussy Riot je trestní řízení se třemi členkami punkové skupiny Pussy Riot v souvislosti s jejich účastí na akci v chrámě Krista Spasitele, která se konala 21. února 2012, a které byly obviněny ze spáchání zločinu, který je uvedený ve druhé části paragrafu 213 Výtržnictví v trestním zákoníku Ruské federace.

## Historie
19. února 2012 v Bogojavlenském chrámu v Jelochově (Moskva) a 21. února v chrámu Krista Spasitele členky skupiny Pussy Riot provedly akci, kterou skupina označila za punkovou modlitbu „Bohorodičko, vyžeň Putina!“ Z materiálů, které byly pořízeny při vystoupení, vytvořily video a umístily ho na Youtube.
26. února 2012 bylo po účastnicích skupiny vyhlášeno pátrání kvůli tomu, že byly obviněny z výtržnictví.
3. března 2012 byly uvězněny domnělé účastnice skupiny a to: Naděžda Tolokonnikova a Maria Aljochina a 16. března Jekatěrina Samucevič.
V době, kdy byly uvězněny, dívky nepotvrdily své členství ve skupině Pussy Riot, ale při soudním jednání a ve svém závěrečném stanovisku už to nepopíraly.
30. července 2012 bylo v budově Chamovníčeského oblastního soudu Moskvy zahájeno projednání podle skutkové podstaty.
17. srpna 2012 Marina Syrová, která je soudkyně Chamovníčeského oblastního soudu Moskvy, oznámila třem obviněným členkám skupiny rozsudek. Naděžda Tolokonnikova, Maria Aljochina a Jekatěrina Samucevič byly odsouzeny ke dvěma rokům v „kolonii všeobecného režimu“ (Jedná s o nápravné zařízení, kam se posílají poprvé odsouzení vězni a pachatelé méně závažných trestných činů.)
Odvolání proti rozsudku podaly k Moskevskému městskému soudu.
Podle údajů vyšetřování, které bylo provedeno ruskou sledovací agenturou News Effector, bylo vynesení odsuzujícího rozsudku bezprecedentní podle reakcí ve světě a podle ohlasů na události v Rusku za několik posledních let. O procesu s Pussy Riot psalo 86% světových médií.
12. září 2012 Dmitrij Anatolovič Medveděv, který byl v té době předseda vlády Ruské federace, sdělil, že trest odsouzení musí být podmíněný.
7. října 2012, což byly 3 dny před projednáním odvolání Moskevským městským soudem, Vladimir Putin, prezident Ruska, veřejně podpořil rozsudek trestu odnětí svobody, který byl vynesen v srpnu.
Odvolání bylo projednáno v Moskevském městském soudě 10. října 2012. Rozsudek Chamovničeského soudu byl ponechán beze změn pro Tolokonnikovou a Aljochinu a pro Samucevič byl trest pozměněn na podmíněný, Samucevič byla osvobozena v soudní síni. Rozsudek nabyl právní moci.
Podle Federální služby výkonu trestu byla Tolokonnikova ve výkonu trestu v ženské věznici IK-14 Parca v Zubovo-Poljanské oblasti, která se nachází v republice Mordvinsko, v říjnu 2012 ji přemístili do IK-2 v Alatyre v Čuvašské republice a poté do Krasnojarského kraje.
Aljochina byla ve výkonu trestu v ženské věznici IK-28 v Bereznikách v Permském kraji, v srpnu 2013 ji přemístili do IK-2 v Nižnegorodské oblasti.
Mezinárodní organizace pro lidská práva "Mezinárodní amnestie" označila uvězněné za politické vězně.
23. prosince 2013 Tolokonnikova a Aljochina byly propuštěny na svobodu díky amnestii, která proběhla na počest 20. výročí ústavy Ruské federace.

## Trestní řízení

### Zahájení trestního řízení
26. února 2012 v souvislosti s incidentem, který se stal v chrámě Krista Spasitele, bylo po účastnicích skupiny vyhlášeno pátrání.
Podle sdělení BFM.ru (obchodní portál), bylo později proti těm samým podezřelým zahájeno trestní řízení, které bylo vyloučeno do samostatného trestního řízení týkajícího se obvinění z podněcování nenávisti nebo nepřátelství (paragraf 282 trestního zákoníku Rf), které bylo předáno Vyšetřovacímu výboru Ruska. Ale podle slov advokáta poškozených Sergeje Štyna se nic takového nestalo (i když si myslí, že bylo třeba to udělat).
Podle hlavního redaktora „Ruského zpravodajství“ Sergeje Dorenko, který byl vyslýchán v době vyšetřování, byl pro vyšetřování členek skupiny vytvořen mezirezortní štáb, který byl pod kontrolou druhého, jehož konkretizaci Dorenko považuje za nevhodnou.
Advokát Marii Aljochiny, Nikolaj Polozov považuje proces za politicky motivovaný, protože se k němu osobně vyjádřil Vladimir Putin, a v písních je Putin zmiňován v negativním kontextu. Domnívá se, že právě tímto vyšetřováním se zabývá vyšetřovací skupina, která má okolo 20 detektivů.
Adovokát Naděždy Tolokonnikové, Mark Fejgin, si myslí, že na zahájení procesu má zájem vláda a některé části Patriarchátu.
Členky skupiny potvrzují, že ví o četných telefonátech patriarchátu vedoucímu hlavního odboru vnitřních záležitostí Moskvy generálu Kolokolcevu s požadavkem zahájit trestní řízení.
Hudebník Jurij Ševčuk, který vystupoval proti trestnímu pronásledování skupiny, zkritizoval výběr data 26. února 2012, které vyšlo na Estomihi (neděle před popeleční středou), prohlásil, že to je v rozporu s pravoslavím.

## Soudní proces s Tolokonnikovou, Aljochinou a Samucevič

### Vězení a soudní vazba
3. března 2012 byly zadrženy Naděžda Tolokonnikova (22) a Maria Aljochina (23), které jsou podle verze vyšetřování členky skupiny a byly nejdříve poslány na Odbor vnitřních věcí centrálního administrativního okruhu Moskvy a potom do Petrovky.
Zadržené vyhlásily hladovku, požadovaly tím zrušení uvěznění a oznámily: "Naďa Tolokonnikova a Máša Aljochina jsou matky malých dětí, po výsleších vyhlásily hladovku jako protest proti uvěznění a kontrole procesu premiérem“ (funkci v té době zastával V. V. Putin). Řekly také, že nemají žádný vztah k Pussy Riot a že se neúčastnily punkové modlitby.
5. března Taganský soud v Moskvě potvrdil trest uvěznění dvou pravděpodobných účastnic do 24. dubna.
Vězeňkyně se nepřiznaly a odmítají spolupracovat ve vyšetřování.
12. března 2012 vyšetřování vzneslo oficiální obvinění Naděždě Tolokonnikové a Marii Aljochině ze spáchání zločinu uvedeném ve 2. části paragrafu 213 (výtržnictví spáchané skupinou osob) trestního zákoníku Ruska.
14. března Moskevský městský soud nevyslyšel stížnosti Tolokonnikové a Aljochiny ohledně uvěznění.
Po stání obě hladovku přerušily, protože by to jinak podle slov uvězněných do 24. nevydržely.
16. března Taganský soud v Moskvě nechal zavřít do 24. dubna 2012 třetí pravděpodobnou členku Pussy Riot Jekatěrinu Samucevič.

### Prodloužení soudní vazby
Na začátku dubna 2012 vyšetřovatelé oznámili požadavek na prodloužení soudní vazby Marie Aljochiny, Naděždy Tolokonnikové a Jekatěriny Samucevič, proti čemuž vystoupil vedoucí Rady práv člověka prezidenta Ruska.
Dne 19. dubna 2012 Taganský oblastní soud v Moskvě vynesl rozsudek na prodloužení vazby ještě o dva měsíce, což bylo do 24. června 2012. Lhůta soudní vazby Naděždy Tolokonikové a Marii Aljochiny.
Elena Alexejevna Ivanova, která vynesla rozsudek soudu, souhlasila s důvody vyšetřovatele Arťoma Rančenkova, že zadržené by mohly zmizet nebo být napadeny nepřáteli.
Dne 23. dubna ta samá soudkyně byla napadena na pracovišti. Podle verze vyšetřování, asi v 11 hodin dopoledne vpadl do její kanceláře Andrej Borodin (36) a vyhrožoval jí sekerou, požadoval osvobození členek skupiny Pussy Riot.
Napadení soudkyně nepřineslo žádné změny v případu. Elena Ivanova se postavila na odpor, útočník byl zadržen soudním vykonavatelem, bylo proti němu zahájeno trestní řízení, byl obviněn z ohrožení na životě osoby činné v soudnictví (paragraf 295 trestní zákoník Ruské federace). Andrej Borodin vysvětlil svůj skutek jako nespokojenost s justičním systémem.
Uvězněné členky Pussy Riot řekly, že neznají A. Borodina a nikdy ho neviděly.
Následně se Andrej Borodin přiznal k nepříčetnosti. Podle závěru ústavní soudně-psychiatrické expertízy Borodin trpí chronickým rozvrácením psychiky a nebyl schopen si uvědomit charakter svého chování.
Nikolaji Polozovi, který je jedním z advokátů tohoto procesu, vyhrožovali na internetu, že bude potrestán, díky čemuž podal oznámení na prokuraturu.
Dne 20. června 2012 Natalja Konovalova, soudkyně Taganského soudu v Moskvě, vyhověla požadavku vyšetřujícího na prodloužení lhůty soudní vazby členkám skupiny Pussy Riot do 24. července. Obviněné vyhlásily hladovku v soudní síni jako protest proti nespravedlivému vyšetřování.
Dne 9. července 2012 bylo podáno odvolání Moskevskému městskému soudu proti prodloužení lhůty trvání soudní vazby. Více než 50 lidí se chtělo zaručit za uvězněné, k procesu byly připojeny záruky těch, kteří se osobně účastnili stání, mezi nimi byl šéfredaktor Nove gazety Dmitrij Muratov, spoluvlastník Nove gazety Alexandr Lebeděv, režisér Vlaimír Mirzoev se svou manželkou a další.
Soud nevyhověl stížnosti advokátů a uznal nejnovější prodloužení uvěznění zákonným. Naděžda Tolokonnikova a Maria Aljochina ukončily hladovku 10. července ze zdravotních důvodů.
Jekatěrina Samucevič ukončila hladovku 13. července.
Dne 20. července na stání Chamovničeského oblastního soudu v Moskvě soudkyně Marina Syrova během předběžných slyšení vyhověla žádosti vyšetřovatele a vynesla rozsudek na prodloužení doby trvání soudní vazby všech uvězněných členek Pussy Riot o 6 měsíců, což bylo do 12. ledna 2013.

## Podmínky zadržení
3. března 2012 s odvoláním na advokáta zadržených bylo oznámeno, že Naděžda Tolokonnikova, Maria Aljochina a Jekatěrina Samucevič se nacházejí ve vazbě číslo 6 v Moskvě v Pečatnikách, jsou podrobeny psychologickému nátlaku, které podle advokátů spočívá v jejich neustálém kamerování.
Na začátku května 2012 dvě uvězněné dostaly důtku. Podle advokátů byla Jekatěrina Samucevič potrestána za špatně oblečenou deku a Naděžda Tolokonnikova za přítomnost papíru se zápiskami v cele.
Přibližně od 15. do 20. května vyhlásila Jekatěrina Samucevič hladovku, protestovala tím proti soudní vazbě a tlaku, který byl na ni vyvíjen spoluvězeňkyněmi. Následně byla přemístěna do samostatné cely.

### Maria Aljochina
Maria Vladimirovna Aljochina (* 6.7.1988) byla v době uvěznění studentkou 4. ročníku Institutu žurnalistiky a literární tvorby, měla pětiletého syna.
Maria se od prosince 2008 účastnila akcí Greenpeace na záchranu přírodní rezervace Bolšoj utriš a v letech 2009-2010 na záchranu jezera Bajkal a Chimkinského lesa.
Maria je aktivním dobrovolníkem dobročinného meziregionálního mládežnického veřejného hnutí Danilovci, které podporuje pravoslavné mládežnické iniciativy ve jménu svatého kněze Daniila, vedla dobrovolnické tvůrčí a rozvojové hodiny s pacienty Dětské psychiatrické nemocnice č.6 v Moskvě.

### Jekatěrina Samucevič
Jekatěrina Stanislavovna Samucevič (9.8.1982) pracovala po ukončení Moskevského energetického institutu jako programátorka v obranném koncernu Morinformsistěma-Agat, po odchodu z koncernu pokračovala v práci programátorky na volné noze.
V roce 2009 dokončila Moskevskou školu fotografie a multimédií Rodčenko.

### Naděžda Tolokonnikova
Naděžda Andrejevna Tolokonnikova se narodila (7.11.1989) v Norilsku.
Je vdaná za Petra Verzilova.
Jejich dceři Gere byly v době jejího uvěznění čtyři roky.
Oba manželé jsou bývalými členy skupiny Vojna. Účastnili se většiny akcí Vojny, včetně skandální akce ve Státním biologickém muzeu K. A. Timirjazeva v roce 2008, v roce 2010 vypustili šváby v budově taganského soudu a účastnili se též akce, jež se stala držitelem prémie Inovace - šlo o nakreselení mužského údu na Litejný most, který se nachází naproti budově tajné služby FSB.
To se podle názoru advokáta Nikolaje Polozova mohlo stát příčinou předpojatosti při posuzování žaloby na uvěznění stejnou soudkyní v Moskevském městském soudě dne 14. 4. 2012.

### Advokáti vězeňkyň
Marii Aljochinu obhajoval advokát Nikolaj Polozov, Jekatěrinu Samucevič obhajovala Violetta Volkova a Naděždu Tolokonnikovou obhajoval Mark Fejgin.

### Poškození
Poškozenými podle trestního řízení o Punkové modlitbě Pussy Riot v chrámě Krista Spasitele byli uznáni strážníci chrámu, kteří podle svědků přišli dříve. Jednalo se o spolupracovníky soukromé bezpečnostní firmy Kolokol-A, (C.N.Bejoglazov, S.A.Šilina, další- celkem 8 lidí). Podle verze vyšetřovatelů jim byla způsobena morální újma.

### Advokáti poškozených
Jednoho z poškozených strážníků chrámu (který vyprovodil účastnice punkové modlitby z chrámu) obhajuje advokát JUDr. Profesor Michail Kuzněcov, druhý advokát poškozených je Sergej Štin.

## Předběžné řízení
Na počátku vedl vyšetřování skupiny vyšetřovatel Arťom Rančenkov, v roce 2012 ho vystřídal Michail Charkov.
Jak uvedla Viletta Volkova, která byla advokátkou Jekatěriny Samucevič, 24. dubna zjistila, že skupina odborníků, která nenašla v činnosti členek Pussy Riot ani motivy nenávisti nebo nepřátelství k jakýmkoli sociálním skupinám a ani výzvy k protiprávním činnostem, byla uvězněna. Také podle ní měl vyšetřující tento znalecký posudek ještě 2. dubna u sebe, avšak 19. dubna při soudu kvůli prodloužení vazby nebyl posudek přiložen k procesu.
26. dubna tisková služba Ministerstva vnitra Moskvy oznámila, že k procesu je vyhotovena expertíza videa s vystoupením Pussy Riot, které bylo vloženo na internet a expertíza jeho vlivu na společnost.
18. května advokát Nikolaj Polozov řekl, že žádné vyšetřování se zadrženými se neprovádí a proces se prakticky nehne z místa.
Psychologicky-psychiatrická expertíza uznala všechny tři zadržené plně příčetnými.
Podle advokátů bylo předběžné vyšetřování zahájeno 4. června 2012, a dodatečně k už prováděné expertíze byly uskutečněny ještě dvě, přičemž jedna z nich, která byla provedena GUP Centrem informačně analytických technologií potvrdila první vyšetřování a neodhalila motivy podněcování k nenávisti nebo náboženské nesnášenlivosti, ale třetí expertíza, která byla prováděna od 14. do 23. května experty Vsevolodem Trojickym, Igorem Ponkinem a Věrou Abramenkovou objevila známky podněcování k náboženské nenávisti a motivy náboženské nenávisti.
Závěry poslední expertízy advokát Mark Fejgin nazývá absurdními, věnuje pozornost tomu, že expertíza byla prováděna ve spěchu, a byla založena na analýze zveřejněného videa a komentářů k němu a ne na analýze činnosti podezřelých v chrámu.
Advokát jednoho z poškozených, Michail Kuzněcov, prohlašuje, že první dvě expertízy se vztahovaly k samostatnému řízení procesu obvinění uvězněných členek Pussy Riot a ještě se týkaly podněcování nenávisti nebo nepřátelství (paragraf 282 Trestní zákoník Ruské federace) a třetí stanovila právě existenci motivů religiozní a sociální nenávisti nebo nepřátelství ve výtržnictví, které spáchaly (tyto motivy je nutné dokázat, aby výtržnická činnost měla strukturu trestního přestupku podle paragrafu 213, trestní zákoník Rf)
Podle advokátů, tři z pověřovatelů vyslýchali podezřelé jen jednou za celou dobu vyšetřování, další vyšetřování s nimi se neprovádělo.

## Odsuzující rozsudek
4. června 2012 bylo oficiální obvinění oznámeno Marii Aljochině, která byla zadržena jako poslední ze tří vězeňkyň a předběžné vyšetřování bylo tímto ukončeno.
Všechny tři obvinili z výtržnictví s motivem náboženské nenávisti, které spáchala skupina lidí po předchozí domluvě. (2.část par. 213 Trestný zákoník Rf)
Část kopie odsuzujícího rozsudku vzneseného N. A. Tolokonnikové byla zveřejněna na blogu novinářky Olgy Bakušinské na webové stránce rádia Echo Moskvy a později byla celá zveřejněna v Nove gazetě.
Členky Pussy Riot byly obviněny z nezákonného vniknutí do ohrazené části chrámu, kam podle vyšetřovatele mají povolení vstoupit pouze představitelé pravoslavného duchovenstva. To vzbudilo nepochopení protodiákona Andreje Kurajeva. Řekl, že církevní pravidla nezakazují veřejnosti vstupovat do prostoru před oltářem a že taková formulace obvinění je urážlivá pro Ruskou pravoslavnou církev.
Spolu s odsuzujícím rozsudkem byly advokátům zadržených poskytnuty výsledky třetí expertízy procesu punkové modlitby, která na rozdíl od předchozích dvou stanovila přítomnost motivů náboženské nenávisti v chování členek Pussy Riot.

## Soudní proces
Podle advokáta N. Polozova, který se vyjádřil 4. června 2012, se soud kvůli procesu s Pussy Riot konal celkem pozdě, protože advokáti a další účastníci procesu museli důkladně prostudovat materiály, které jim byly předloženy po ukončení předběžného šetření.
Ale 4. července 2012 soudkyně Taganského soudu Moskvy Natalia Konovalova vyhověla požadavku vyšetřovatele, který uvedl, že obhajoba záměrně natahuje proces, rozhodla se omezit lhůtu, po kterou se obviněné a jejich obhájci mohou seznámit s materiály procesu z 9. července.
Obviněná Naděžda Tolokonnikova započala hladovku na protest proti takovému rozhodnutí, zanedlouho tak učinila také Jekatěrina Samucevič.
Obhajoba žádala soud o prodloužení lhůty na seznámení se s materiály do 1. září 2012 kvůli velkému objemu materiálů, které se týkaly procesu (7 dílů, průměrně 300 stran v každém) a v souvislosti se zákazem vytvoření fotokopií.
Podle V. Volkové, advokáti uvězněných členek skupiny podali žalobu k Evropskému soudu pro lidská práva kvůli tomu, že pracovníci vyšetřujících orgánů porušili několik článků Evropské ústavy týkající se práv člověka ve vztahu k zadržení.
Žalobu zaregistrovali. Datum jejího projednání není zatím známo, každé žalobě je uděleno prioritní pořadí. Podle N. Polozova podala obhajoba 2. července 2012 žalobu Generálnímu prokurátorovi
Ruska, Jiřímu Čajkovi, na několik přestupků, kterých se vyšetřující dopustili během procesu.
Také byl nachystán dopis Generálnímu tajemníkovi OSN Panu Gi Munovi s prosbou, aby se podíval na porušení práv člověka ve vztahu k uvězněným a aby prozkoumal proces u Mezinárodního soudu OSN.
11. července 2012 bylo vyšetřování ukončeno, odsuzující rozsudek byl předán kvůli potvrzení prokuratuře centrálně administrativního kraje Moskvy.
12. července prokuratura potvrdila závěr ve vztahu ke všem třem obviněným a předala trestní řízení Chamovničeskému soudu v Moskvě
Proces byl předán k posouzení soudkyni Marině Syrové, která stanovila datum předběžného slyšení na 20. července 2012.
Na předběžných slyšeních bylo přijato rozhodnutí o prodloužení vazby všem třem vězeňkyním do 12. ledna 2013, lhůta na seznámení se s procesem byla prodloužena do 27. července 2012 a projednání trestního řízení bylo stanoveno na 30. července 2012.
30. července 2012 na otevřeném zasedání Chamovničeského soudu v Moskvě bylo zahájeno projednání trestního řízení procesu.
Soudce Marina Syrová zamítla požadavek Marii Aljochiny, aby byl proces vrácen zpátky prokuratuře, dále zamítla požadavek obhajoby, aby byl k soudu vyzván jako svědek moskevský a ruský patriarcha Kiril a zamítla také to, aby se výslechů účastnili odborníci. Odvolání soudkyně, která podle názoru obhajoby, porušuje článek mezinárodní dohody a proces vede se záměrem odsoudit obžalované, bylo též zamítnuto.
Fotografický materiál a videozáznam výslechu poškozených, které byly pořízeny v soudní síni, byli v průběhu zasedání zakázány.
Prokurátor obvinil členky Pussy Riot ze spáchání vědomé a pečlivě naplánované akce s účelem urazit křesťanskou víru a potupit duchovní principy státu. A také navrhl, aby byli advokáti obviněných odvoláni kvůli neúctě k soudu.
Poškozená L. A. Sokologorskaja řekla, že tance v chrámu jí připomínaly ďábelské běsnění a chování členek skupiny jí způsobuje až do teď bolest na duši.
Zasedání soudu bylo zahájeno v 11:47 a skončilo ve 21:50, další zasedání bylo naplánováno na 10:00 31. července.
Advokát N. Polozové připustil, že obviněné pravděpodobně odsoudí ke třem rokům nepodmíněného vězení a rozdělí je do různých ženských věznic, kde pro ně existuje hrozba znásilnění nebo dokonce vraždy ze strany dalších vězeňkyň, jejichž silný negativní vztah k Pussy Riot je ovlivněn federálními televizními stanicemi.
Den před vynesením rozsudku (16. srpna 2012) byla na žádost Olgy Egorové, která je vedoucí Moskevského městského soudu, soudkyni poskytnuta ochranka.
Toto trestní řízení se stalo nejvýraznějším politickým procesem v Rusku za několik posledních let a stalo se skandálně slavným po celém světě.
Podporu obviněným v době procesu vyjádřili představitelé mnoha zemí, někteří i oficiálně a rozsudek byl okamžitě odsouzen oficiálními představiteli řady států.
V roce 2013 předsednictvo Moskevského městského soudu přijalo k posouzení žalobu advokátů na rozsudek účastnicím punkové skupiny. Vladimir Lukin, zmocněnec práv člověka v Rusku, podpořil požadavek obhajoby a také žádal o to, aby odsouzené zprostili viny.
Moskevský městský soud 20. března 2013 zamítl návrh na přezkoumání jeho rozhodnutí.

## Objasnění Moskevského městského soudu
Podle objasnění předsedy svazu trestního řízení Moskevského městského soudu Larisi Poljakové a soudního zpravodaje Jurije Pasjunina, které následovalo po 11. říjnu 2012, mohly odsouzené dostat až 7 let vězení, ale to, že dvě ze tří odsouzených mají děti, soud považoval za polehčující okolnost.
Týkalo se to Jekatěriny Samucevič, které byl trest změněn na podmíněný, soudci vysvětlili, že její advokátka Irina Chrunova, která nově vstoupila do procesu, uvedla doplňující důvody, konkrétně upozornila soud na to, že Samucevič se nepodařilo dokončit započaté vystoupení v chrámě Krista Spasitele, a proto role Samucevič v punkové modlitbě byla bezvýznamná. Soud také zohlednil vztah Samucevič k procesu, v době projednávání kasace byla jediná, kdo se omluvil za to, jestli se skupina svou činností dotkla někoho z věřících, ubezpečila všechny, že akce byla politického charakteru nikoli religiózního.

## Další podezřelé
Akce v chrámě Krista Spasitele se účastnilo několik lidí: 5 žen, které se natočily na kameru na kazatelně (ze kterých byly identifikovány a uvězněny tři) a pomocná skupina. Trestní řízení ve vztahu k dalším účastníkům akce bylo vyděleno do samostatného řízení, jejich totožnost dosud nebyla identifikována nebo nebyla zveřejněna.